# Boris Varga
Boris Varga (in serbo Борис Варга?; Vrbas, 14 agosto 1993) è un calciatore serbo, difensore dello Sloga Doboj.

## Palmarès

### Club

#### Competizioni nazionali
- Prva Liga Srbija: 1

TSC Bačka Topola: 2018-2019